# أكوينس (آيت أوسكاد)
أكوينس هو دُوَّار يقع بجماعة أزناڭن، إقليم ورززات، جهة درعة تافيلالت في المملكة المغربية. ينتمي الدوّار لمشيخة آيت أوسكاد التي تضم 17 دوار. يقدر عدد سكانه بـ 1339 نسمة حسب الإحصاء الرسمي للسكان والسكنى لسنة 2004.

## روابط خارجية
- البوابة الوطنية للجماعات الترابية
- المندوبية السامية للتخطيط